# Fox series (Moyen-Orient)
 (septembre 2014).
FOX (anciennement FOX series), lancée le 24 janvier 2006, était une version moyen-orientale de la chaîne américaine FOX. Le 1er mars 2011, la chaîne été « relancée » comme Fox qui diffuse essentiellement des séries sous-titrages.

## Historique
FOX est détenue par Elang Mahkota Teknologi.
La première émission a été surnommée MasterChefAustralia. En raison de plaintes au sujet du sous-titrages en arabe au cours de la première saison de Glee sur Fox, la langue a été modifiée de l'arabe à l'anglais. Deux jours plus tard, le réseau a annoncé que l'anglais serait la langue principale, mais que les téléspectateurs pourraient passer à l'arabe. Pas de sous-titres (sauf Glee numéros musicaux) seraient représentés.
Parmi les programmes diffusés : Brothers and Sisters, Glee, Ugly Betty, MasterChefAustralia, Les Experts : Miami, The Americans, The Bridge, Don't Trust the B---- in Apartment 23, The Listener.